# Bálint József (politikus)
Bálint József (Oroszhegy, 1901. szeptember 17. – Pécs, 1988. február 21.) római katolikus pap, szentszéki tanácsos, az Erdélyi Római Katolikus Népszövetség igazgatója, a második bécsi döntés után az Erdélyi Párt országgyűlési képviselője.

## Gyermek- és ifjúkora
1901-ben született Bálint József oroszhegyi tanító és Wallandt Anna gyermekeként. Középiskolai tanulmányait 1912-től a székelyudvarhelyi római katolikus főgimnáziumban végezte (egy év kivételével). 1920-ban érettségizett. Ezt követően katonai szolgálatot teljesített, majd egy ideig az egyik Zsil-völgyi bányában dolgozott. 1923-tól a gyulafehérvári papnevelő intézetben tanult teológiát. 1927-ben szentelték pappá.

## Papi és politikai pályafutása
Első segédlelkészi beosztása Ditróba szólt. 1929-től Marosvásárhelyen, majd 1932-től Kolozsváron szolgált káplánként és hitoktatóként, emellett mindkét helyen egyúttal a Kolping Legényegylet igazgatója volt, Kolozsváron egészen 1942 májusáig.
1936-tól lett – Márton Áron utódaként – az Erdélyi Római Katolikus Népszövetség ideiglenes, majd 1937-től megválasztott igazgatója. 
1939 decemberében Márton Áron szentszéki tanácsossá nevezte ki. 1940 áprilisától a kolozsvári Szent Mihály Egyházközség választmányának tagja.
1940 októberétől a magyar országgyűlésbe behívott erdélyi képviselő, az 1940 decemberében megalakult Erdélyi Párt tagja.
1942-ben „summa cum laude” minősítéssel kánonjogi doktori címet szerzett kolozsvári Ferencz József Tudományegyetemen.
1943 februárjától a Kolping-féle Katolikus Legényegyletek egyházmegyei igazgatója.
1944 januárjában megválasztották az Erdélyi Párt kolozsvári tagozata szociális szakosztályának elnökévé.
1944 szeptemberében, a közelgő front, ill. Kolozsvár várható megszállása elől menekülve elhagyta Erdélyt.
Amikor a háború után Romániában eljárást indítottak az Erdélyi Párt egykori képviselői ellen, Bálint Józsefet 1946-ban – távollétében – a kolozsvári népbíróság 10 év börtönbüntetésre és vagyonelkobzásra ítélte.
1944-től a Szombathelyi Egyházmegye területén működött. 1944-től 1952-ig kisegítő lelkész volt a szombathelyi Székesegyházi Főplébánián, majd 1952–1954-ig Nádasdon.
1954-től nyugállományba vonult papként Pécsre költözött, ahol élete végéig lakott. Itteni tartózkodása alatt – nem hivatalosan – kisegítő lelkészként működött különböző plébániákon. 87 éves korában hunyt el a pécsi klinikán. Március 1-jén temették el Pécsett, a köztemetőben nyugszik.
Oroszhegy község tisztelettel őrzi emlékét, a diafalvi általános iskola az ő nevét viseli 2000 óta.